# 婦科超音波
婦科超音波（Gynecologic ultrasonography）是指對於女性骨盆腔器官所進行的医学超声检查，主要是針對子宫、卵巢、输卵管，也會針對膀胱、子宫附件及直腸子宮陷凹。這個檢查可能會發現骨盆腔中的情形，後續也會有其他的檢查。

## 檢查方式

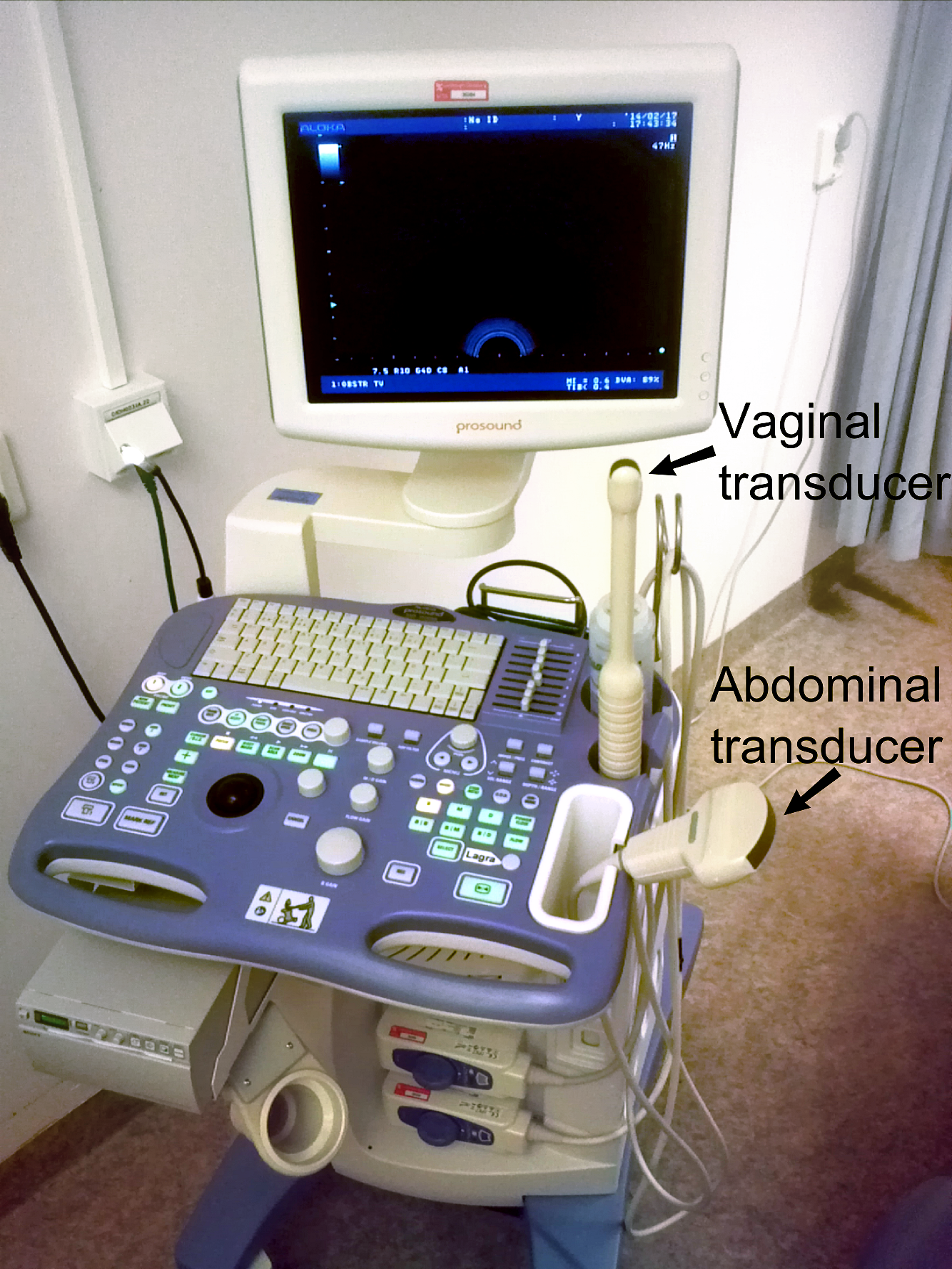
陰道超音波及腹部超音波的設備

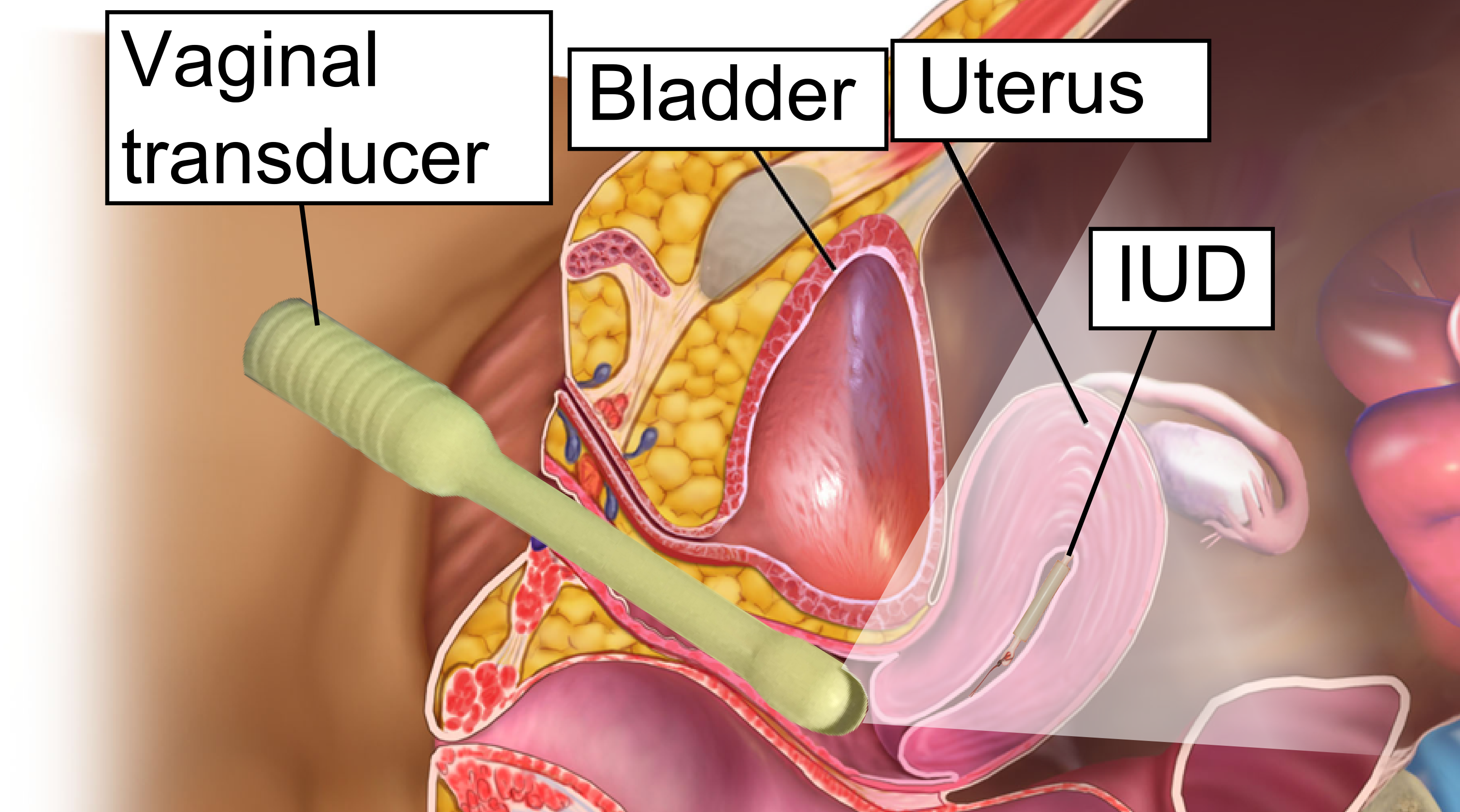
利用經陰道超音波來檢查宮內節育器（IUD）的位置

此檢查可以透過經腹部超音波進行，檢查前會讓受檢者喝水，讓膀胱充飽尿液，作為聲學窗（acoustic window），在檢查骨盆器官時，有更好的成像效果，也可以用經陰道超音波進行，會使用特製的陰道換能器。經陰道超音波影像會利用高頻的影像，對卵巢、子宫及子宮內膜的解析度較好（一般情形看不到輸卵管，只有在特別擴張的情形才看得到），不過影像穿透能力有限，較大，較靠近腹部的部份比較適合用經腹部超音波來檢查。在進行腹部超音波時，充飽尿液的膀胱的檢查也有幫助，因為超音波在其中比較不會衰減，比較可以檢查到在膀胱後面的卵巢、子宫。婦科超音波若是用經陰道超音波的方式進行，依定義來看是侵入性醫療。檢查會由超音波檢查師進行，或是受過超音波訓練的婦科醫師進行。

## 應用
以下是會使用婦科超音波的一些情形：
- 評估骨盆器官
- 診斷闌尾炎[1]
- 診斷及處理婦科疾病，例如子宮內膜異位症、平滑肌瘤（英语：leiomyoma）、子宫腺肌病、卵巢囊腫和病變
- 識別子宮附件的硬塊，包括異位妊娠,
- 診斷婦科癌症
- 在不孕症治療上，追蹤卵泡對生育藥物（英语：fertility medication）（例如普格鈉（英语：Pergonal））的反應。不過常常會低估卵巢的大小[2]。

透過經陰道超音波，可以取得卵巢囊腫，此技術也可用在經陰道卵母細胞取得中，透過經陰道超音波直接的穿刺卵泡，以取得卵母细胞，在後續的體外人工受精中使用。
若使用婦科超音波，針對沒有卵巢癌風險的女性進行卵巢癌篩檢，有可能是醫療過度使用。目前的醫學共識認為，若卵巢癌的風險沒有特別高，不應用婦科超音波進行卵巢癌的篩檢。

## 宮腔聲學造影

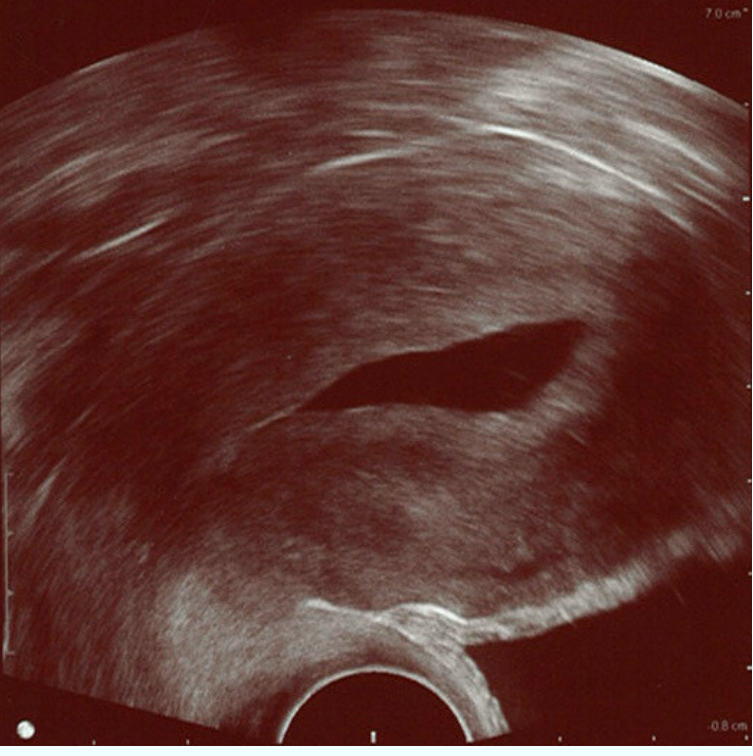
宮腔聲學造影。注入子宮的鹽水是無迴聲的（圖中間較深的部份）。其中也可以看到正常的子宮內膜，是在子宮腔外較亮的部份。此例中沒有任何病灶的影像

宮腔聲學造影（Sonohysterography）是將液體（多半是生理食鹽水）注入子宮腔中，同時進行的婦科超音波，因此也稱為鹽水注人超音波影像（saline infusion sonography），或簡稱SIS。2015年回顧研究的結論是，宮腔聲學造影在檢查女性不孕症的子宮內異常時，其靈敏度比子宮鏡檢查要高。在診斷子宫内膜息肉、膜下子宮肌瘤、子宫畸形、子宮內粘連（Asherman綜合症的一部份）時，宮腔聲學造影有高度的靈敏度和特異度，可以在進行體外人工受精前，篩檢較不容易生育的女性。

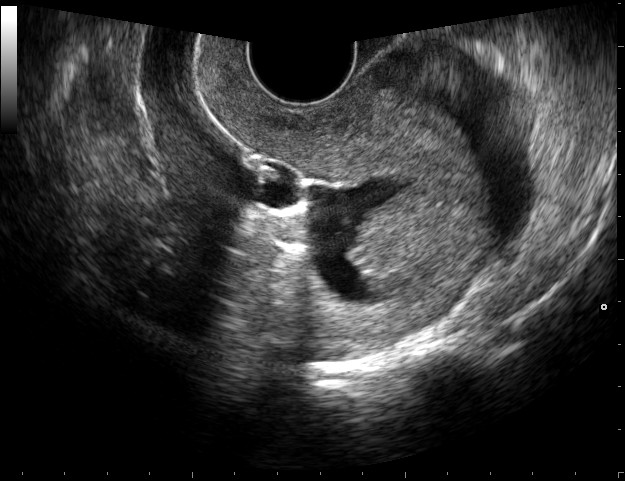
利用球囊導管進行的宮腔聲學造影（在圖中的中央位置）

## 外部連結
- Information about Sonography （页面存档备份，存于）